# Mynor González
Mynor Iván González Leon (Città del Guatemala, 16 agosto 1982) è un ex calciatore guatemalteco, di ruolo difensore.

## Carriera

### Nazionale
Ha debuttato in nazionale il 22 giugno 2003, nell'amichevole Honduras-Guatemala (2-1). Ha partecipato, con la nazionale, alla CONCACAF Gold Cup 2003. Ha collezionato in totale, con la maglia della nazionale, 7 presenze.